# Nasturtium microphyllum
Nasturtium microphyllum es una especie de planta perenne perteneciente a la familia Brassicaceae.

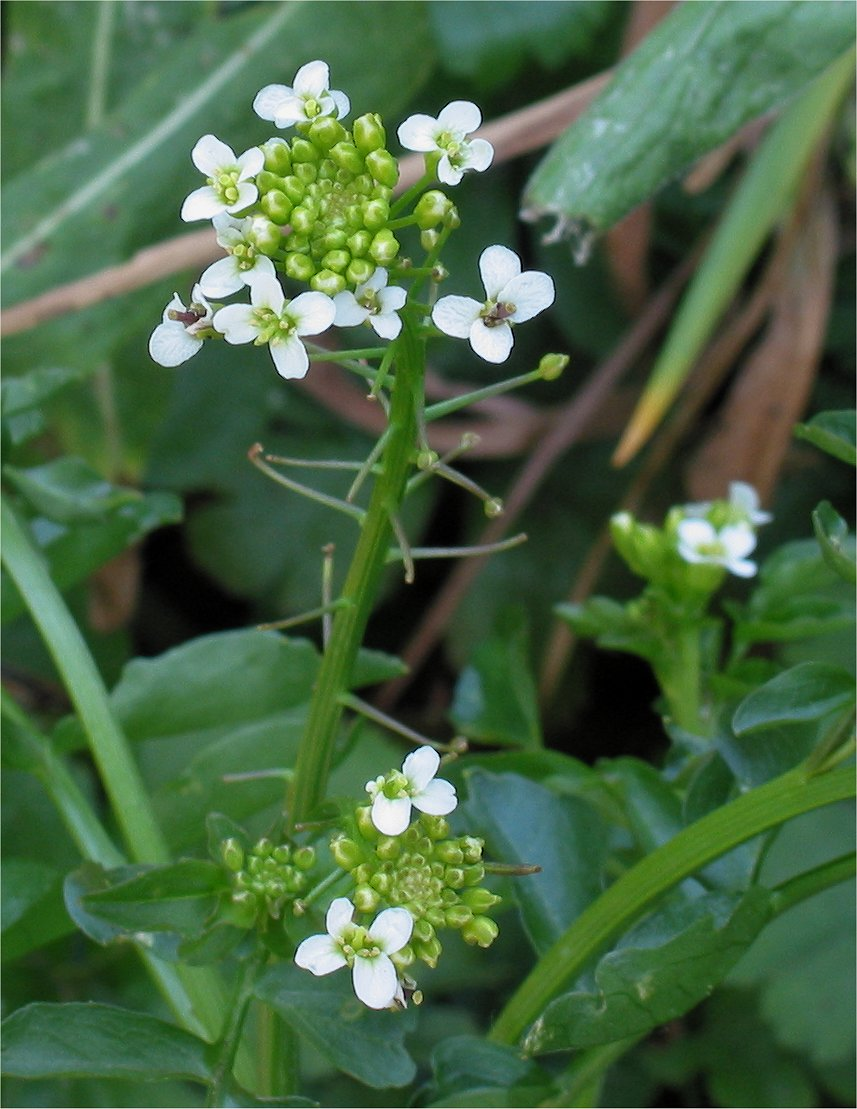
Inflorescencia

## Descripción
Es una planta perenne  que alcanza un tamaño de 15-40 cm de altura, enraizante en los nudos. Tallos erectos o ascendentes, generalmente glabros. Hojas caulinares de 1-8 × 0,5-4 cm, con aurículas ± cortas, pecioladas; limbo pinnado, con al menos 1-3 pares de folíolos laterales de 10-20 × 3-10 mm, elípticos u ovados, enteros o poco dentados, glabros o escasamente pubescentes. Pedicelos 5-20 mm, de patentes a reflejos en la fructificación, con pubescencia corta, a veces muy escasa en la cara adaxial. Sépalos 2-3 × 0,5-1 mm, glabros o con escasos pelos en el dorso, los medianos débilmente cuculados. Pétalos 4-6 × 1,5-2 mm, blancos, con limbo obovado. Estambres 2,5- 3,5 mm; anteras 0,5-0,8 mm, cortamente apiculadas. Nectarios laterales profundamente bilobados, situados frente a la cara adaxial del estambre. Frutos 15-25 × 1-1,8 mm, de erecto-patentes a patentes o algo reflejos, frecuentemente arqueados, linear-elipsoideos, comprimidos, algo torulosos; valvas con nervio medio poco marcado en su mitad inferior; estilo 0,5-0,8 mm, cilíndrico o algo cónico. Semillas c. 1 × .0,8 mm, pardas, dispuestas en 1(2) filas en cada lóculo; testa foveolado- reticulada, con c. 100-150 fovéolas en cada cara. Tiene un número de cromosomas de 2n = 64*.

## Distribución y hábitat
Se encuentra en los márgenes de arroyos y fuentes; a una altitud de 500-1600 metros en el N, C y W de Europa, Asia central; introducida en Norteamérica. Al parecer dispersa, sobre todo en la mitad N de la península ibérica, y menos frecuente que R. nasturtium-aquaticum. 

## Taxonomía
Nasturtium microphyllum fue descrita por (Boenn.) Rchb. y publicado en Flora Germanica Excursoria 683. 1832.
Sinonimia
- Pirea olgae   (Regel & Schmalh.) T.Durand   [1888]
- Nasturtium uniseriatum Howard & Manton [1946]
- Dictyosperma olgae Regel & Schmalh. in Regel [1882]
- Rorippa nasturtium-aquaticum ssp. microphylla (Boenn.) O.Bolòs & Vigo [1974]
- Rorippa microphylla (Boenn.) Hyl. ex Á.Löve & D.Löve [1948]
- Nasturtium officinale var. microphyllum Boenn.[3]